# Maciej Półtorak
Maciej Andrzej Półtorak (ur. 26 lutego 1950 w Warszawie) – polski polityk, rolnik, ogrodnik, poseł na Sejm X kadencji (1989–1991).

## Życiorys
Ukończył w 1974 studia w Szkole Głównej Gospodarstwa Wiejskiego w Warszawie, prowadził gospodarstwo sadownicze.
W 1981 organizował Niezależny Samorządny Związek Zawodowy Rolników Indywidualnych „Solidarność” w województwie radomskim, wszedł w skład władz krajowych związku. Od 1984 organizował Duszpasterskie Wspólnoty Rolników. Był współzałożycielem Towarzystwa Gospodarczego w Warszawie, członkiem zarządu Warszawskiego Związku Ogrodniczego oraz zarządu Towarzystwa Przyjaciół Instytutu Sadownictwa i Kwiaciarstwa w Skierniewicach. Był współzałożycielem Sadowniczej Spółdzielni Handlowo-Usługowej w Grójcu.
W 1989 został wybrany do Sejmu X kadencji z ramienia Komitetu Obywatelskiego w okręgu białobrzeskim. Został powołany na stanowisko wiceministra rolnictwa, które zajmował w rządach Tadeusza Mazowieckiego i Jana Krzysztofa Bieleckiego. W 1991 bezskutecznie ubiegał się o mandat posła z ramienia Porozumienia Centrum. Następnie został prezesem przedsiębiorstwa Hortex. Następnie został informatykiem w urzędzie miasta i gminy w Grójcu.
Należał do Unii Wolności, następnie przystąpił do Platformy Obywatelskiej, zasiadł we władzach tej partii w powiecie grójeckim.